# Wolfgang Stock (Bildhauer)

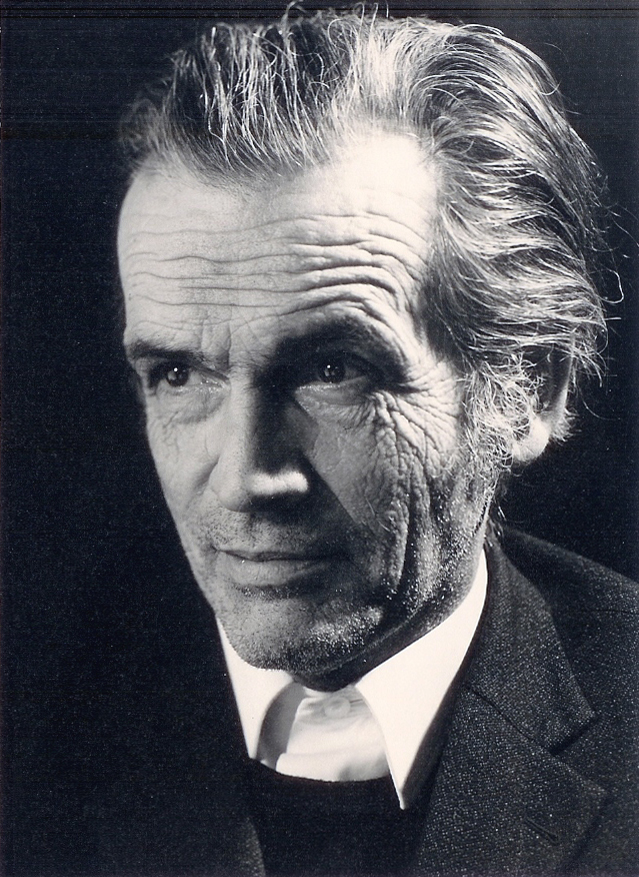
Wolfgang Stock an seinem 65. Geburtstag

Karl Wolfgang Eugen Stock (gewöhnlich Wolfgang Stock genannt; * 8. Januar 1913 in Jena; † 10. März 1997 in Münsingen) war ein deutscher, mit der Schwäbischen Alb verbundener Bildhauer, Holzschnitzer, Maler und Zeichner. Von Beruf war er Allgemeinarzt und zunächst konnte er den Beruf mit der Kunst verbinden, doch aufgrund eines Verkehrsunfalls musste er den Arztberuf sehr einschränken, wodurch er mehr Zeit hatte, um sich seiner Kunst zu widmen.

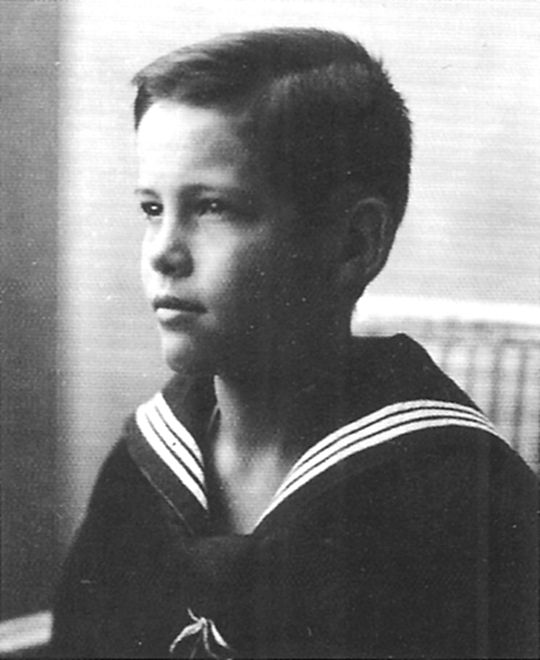
Wolfgang Stock (1920)

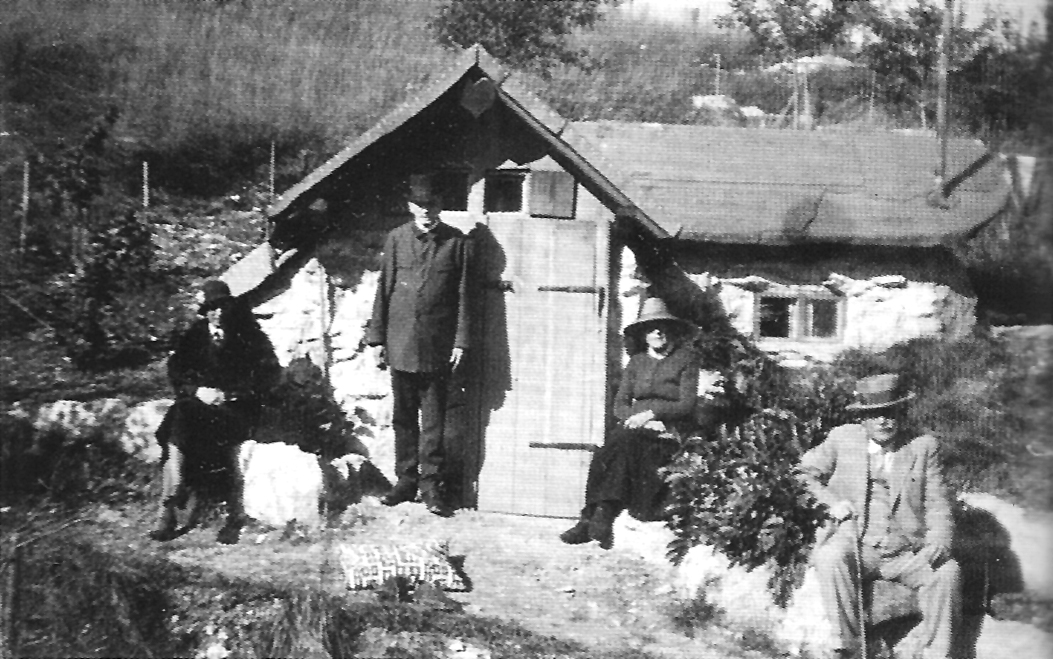
Wolfgang Stocks Großeltern und Eltern vor seinem Häuschen (1930)

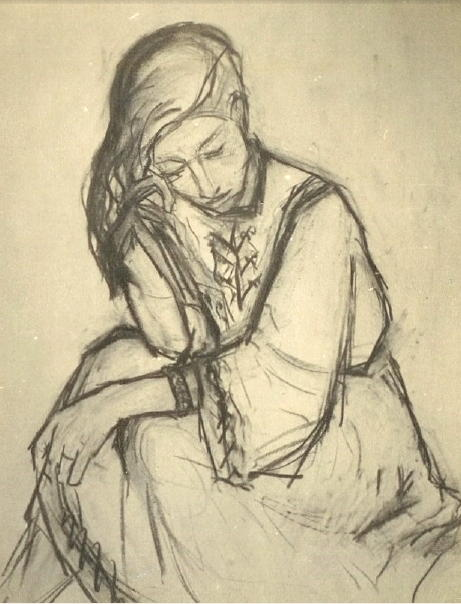
Lore Henke (Zeichnung von Wolfgang Stock, 1932)

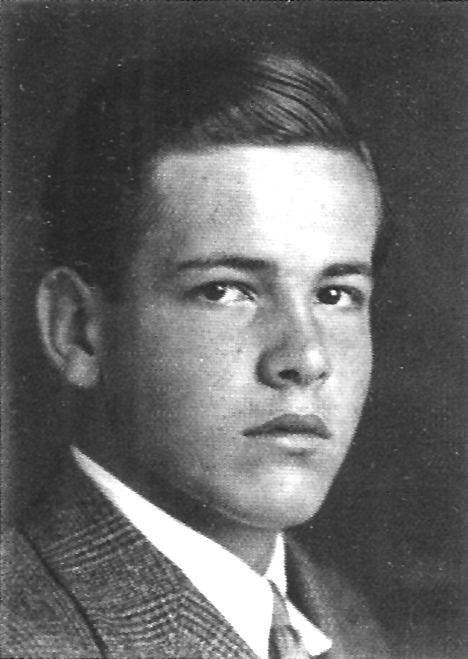
Wolfgang Stock (1930)

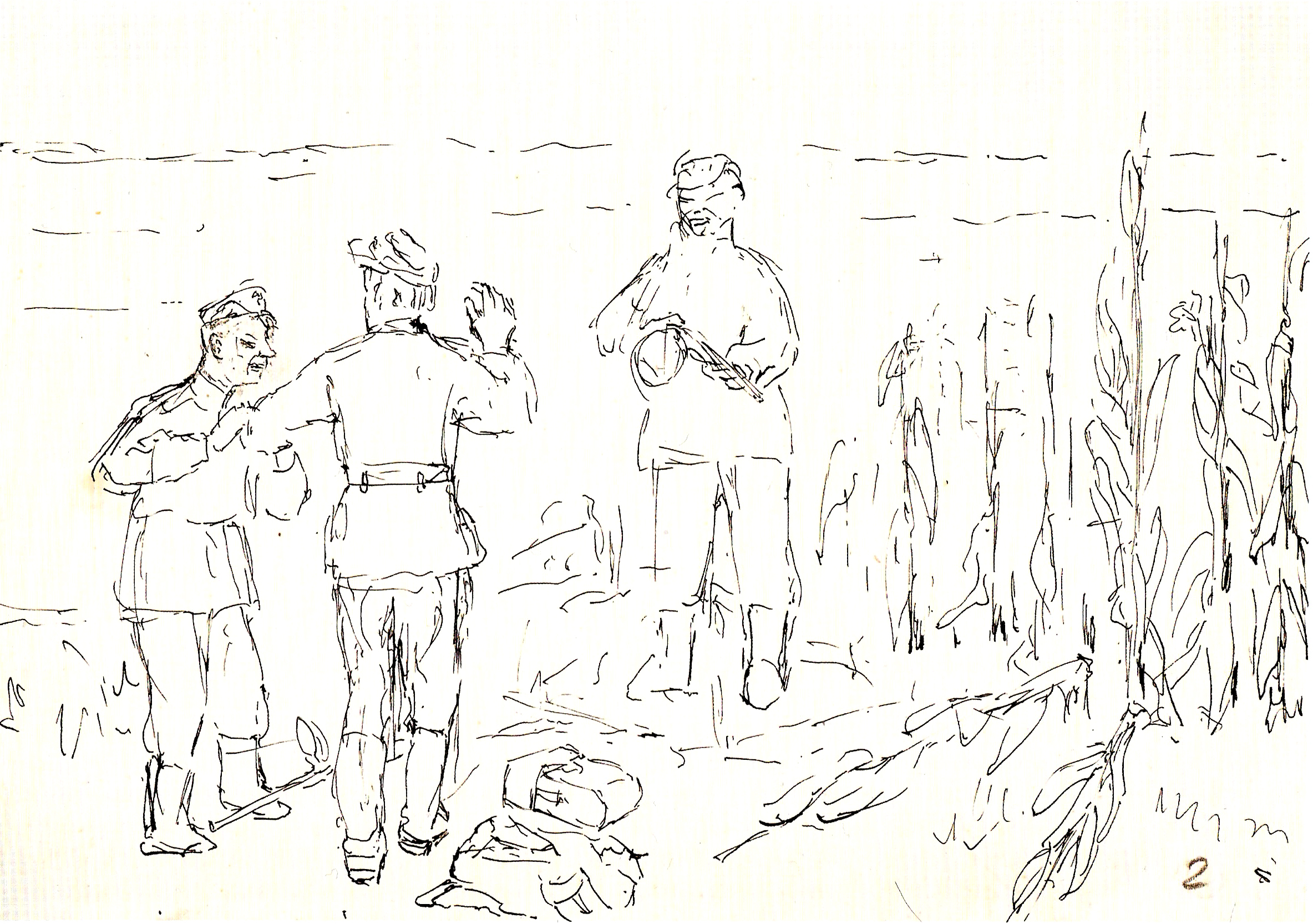
Gefangennahme (Zeichnung von Wolfgang Stock)

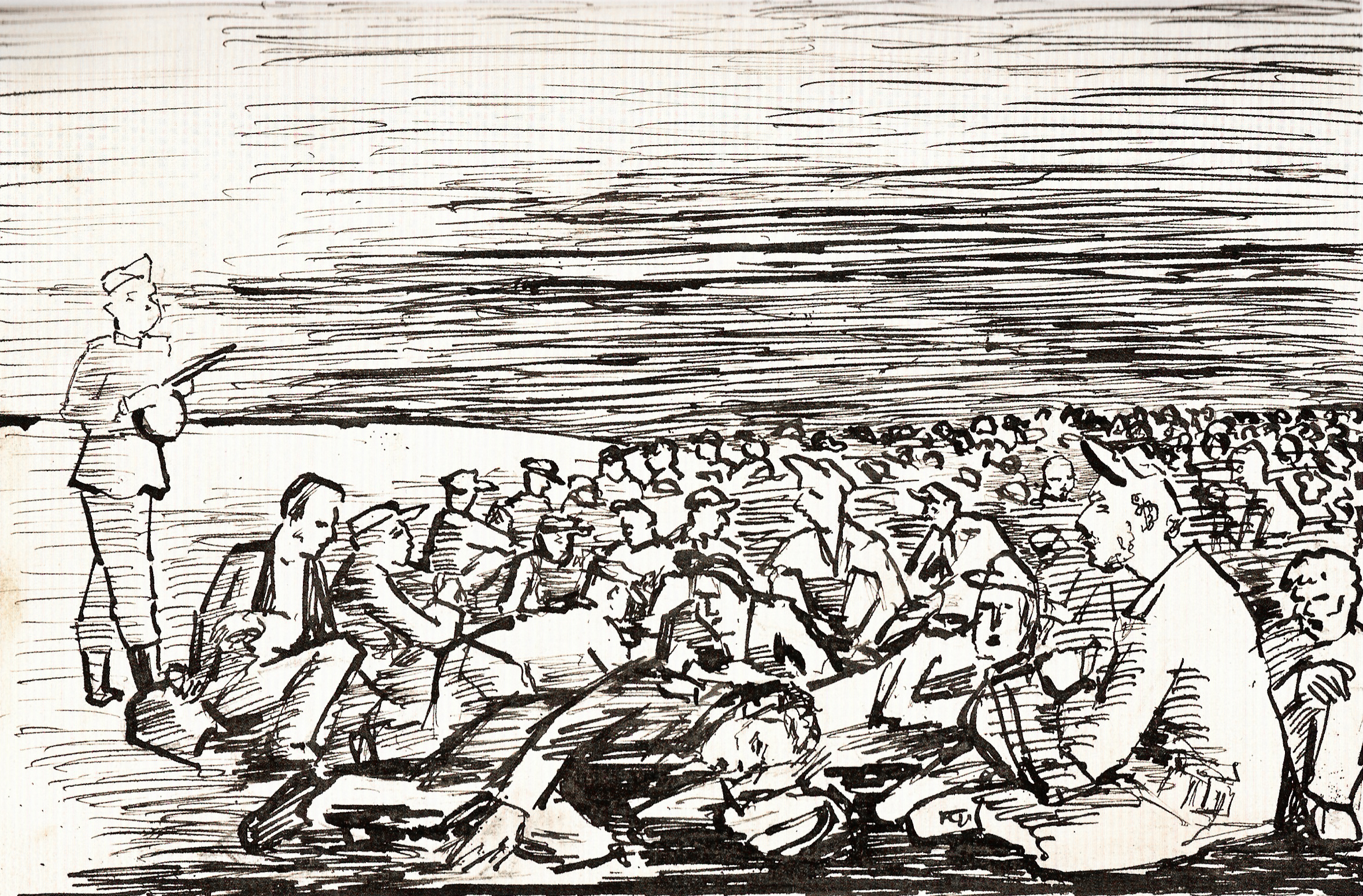
W. Stock – Gefangenenhaufen, Zeichnung ca. 1944 (WS51)

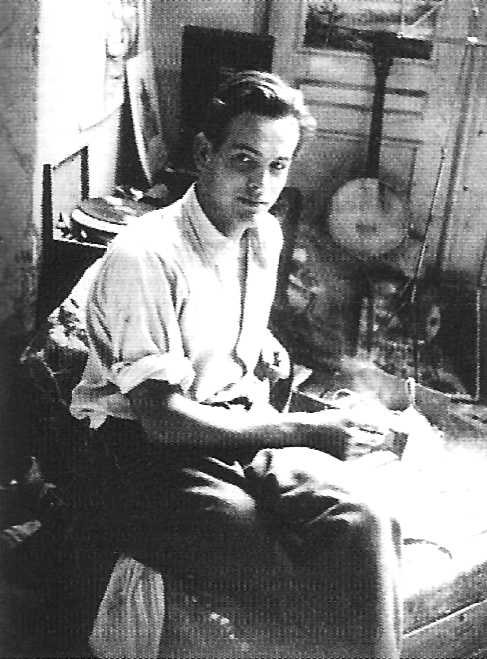
Wolfgang Stock als Student (um 1933)

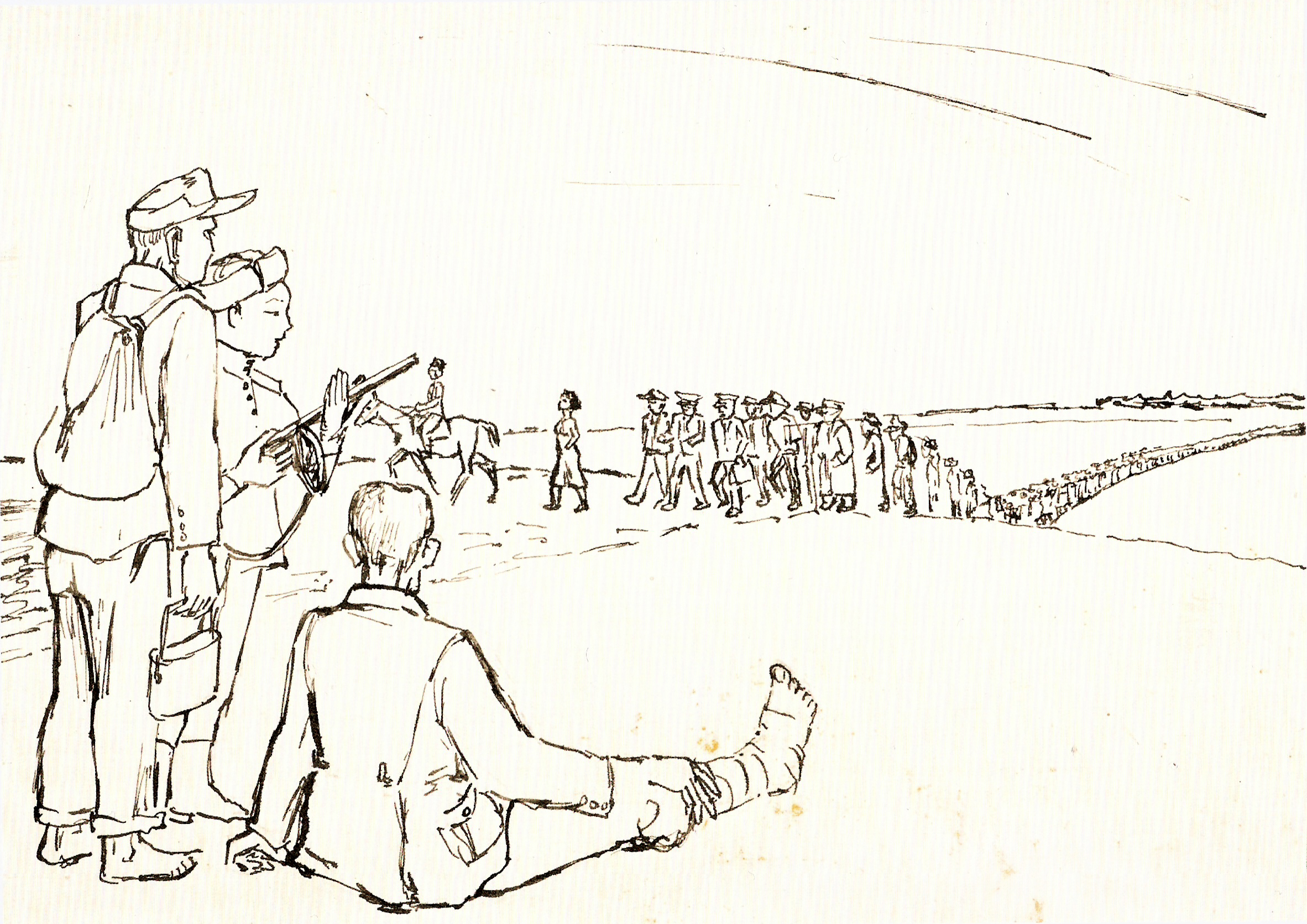
Zug der Gafangenen (Zeichnung)

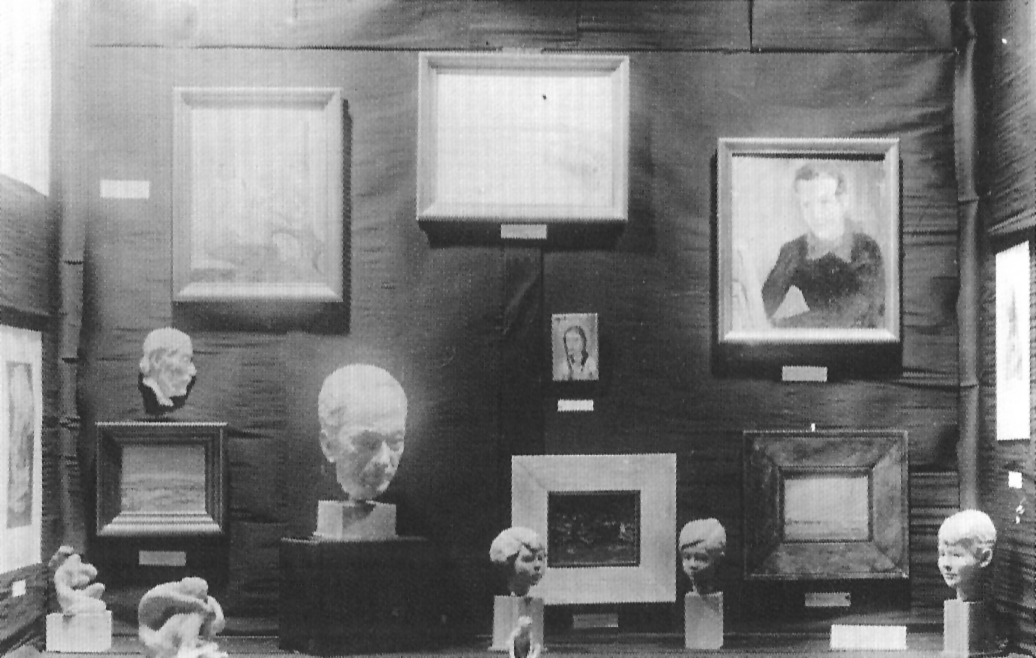
Wolfgang Stocks erste Ausstellung 1934 in Berlin

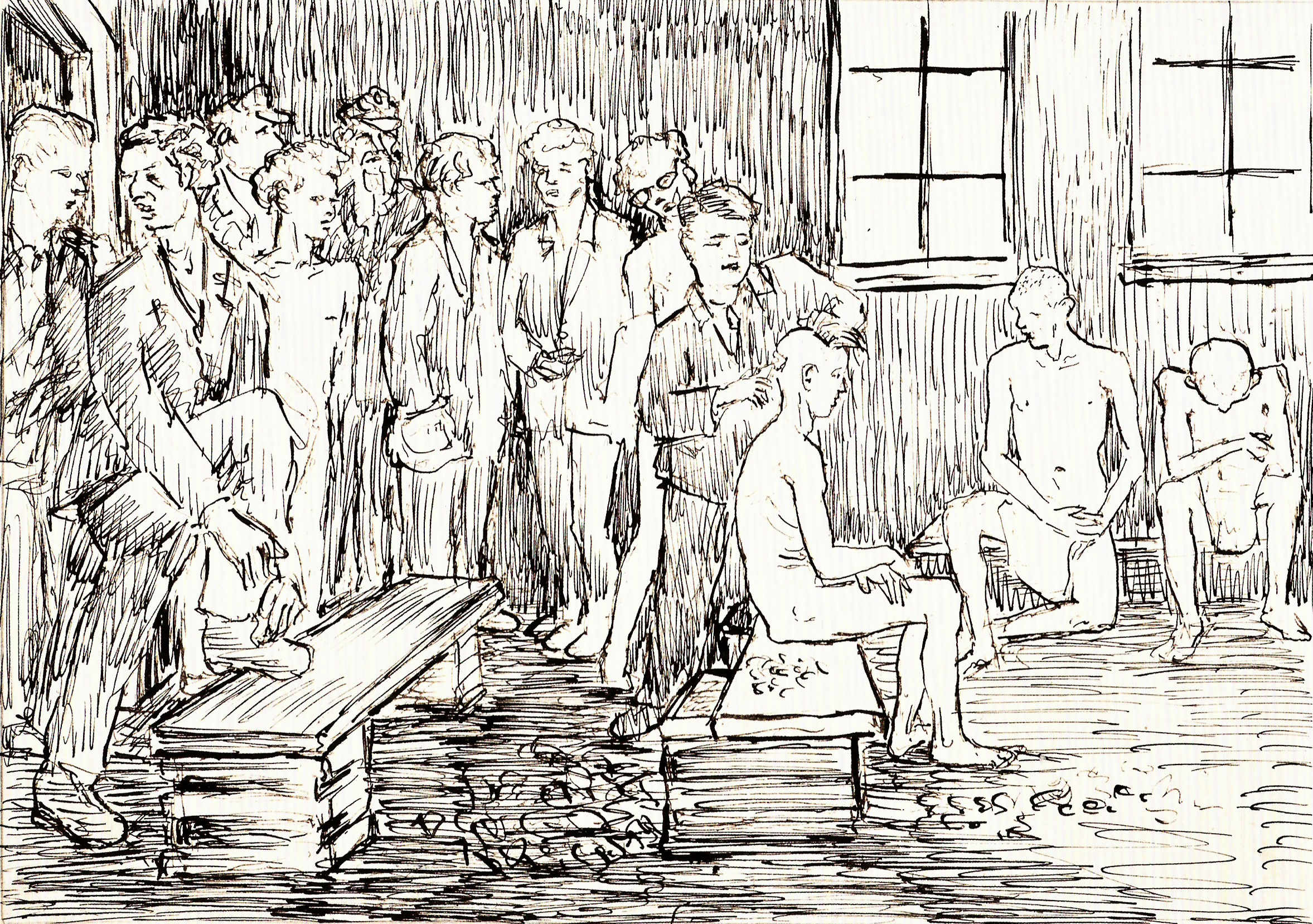
Haareschneiden im Gefangenenlager (Zeichnung)

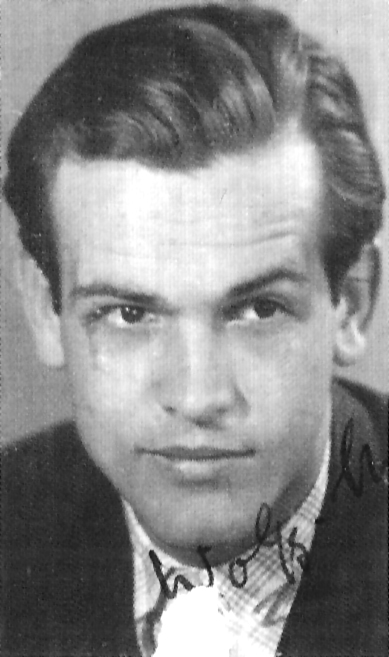
Wolfgang Stock (1937)

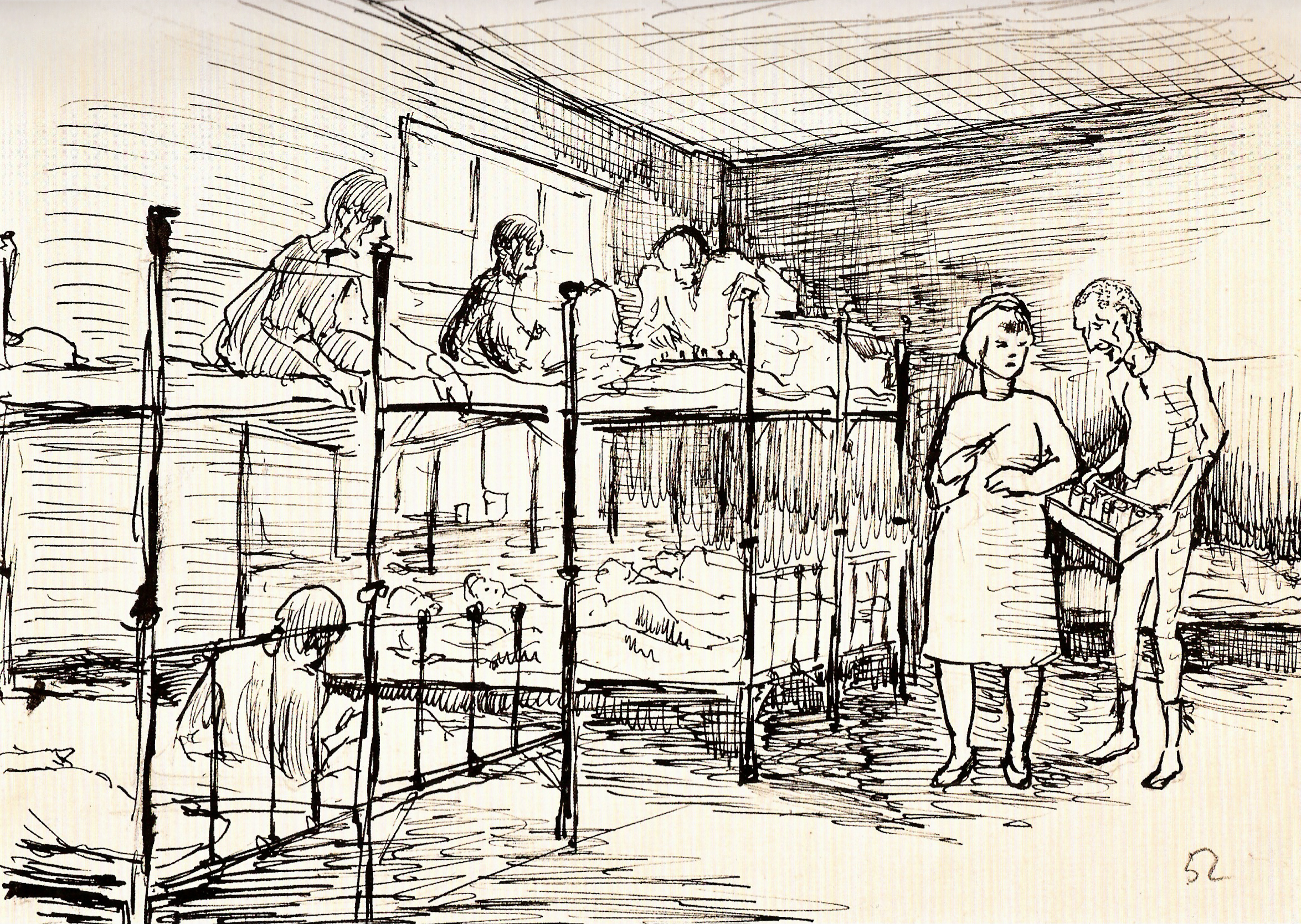
Krankenstation im Gefangenenlager (Zeichnung)

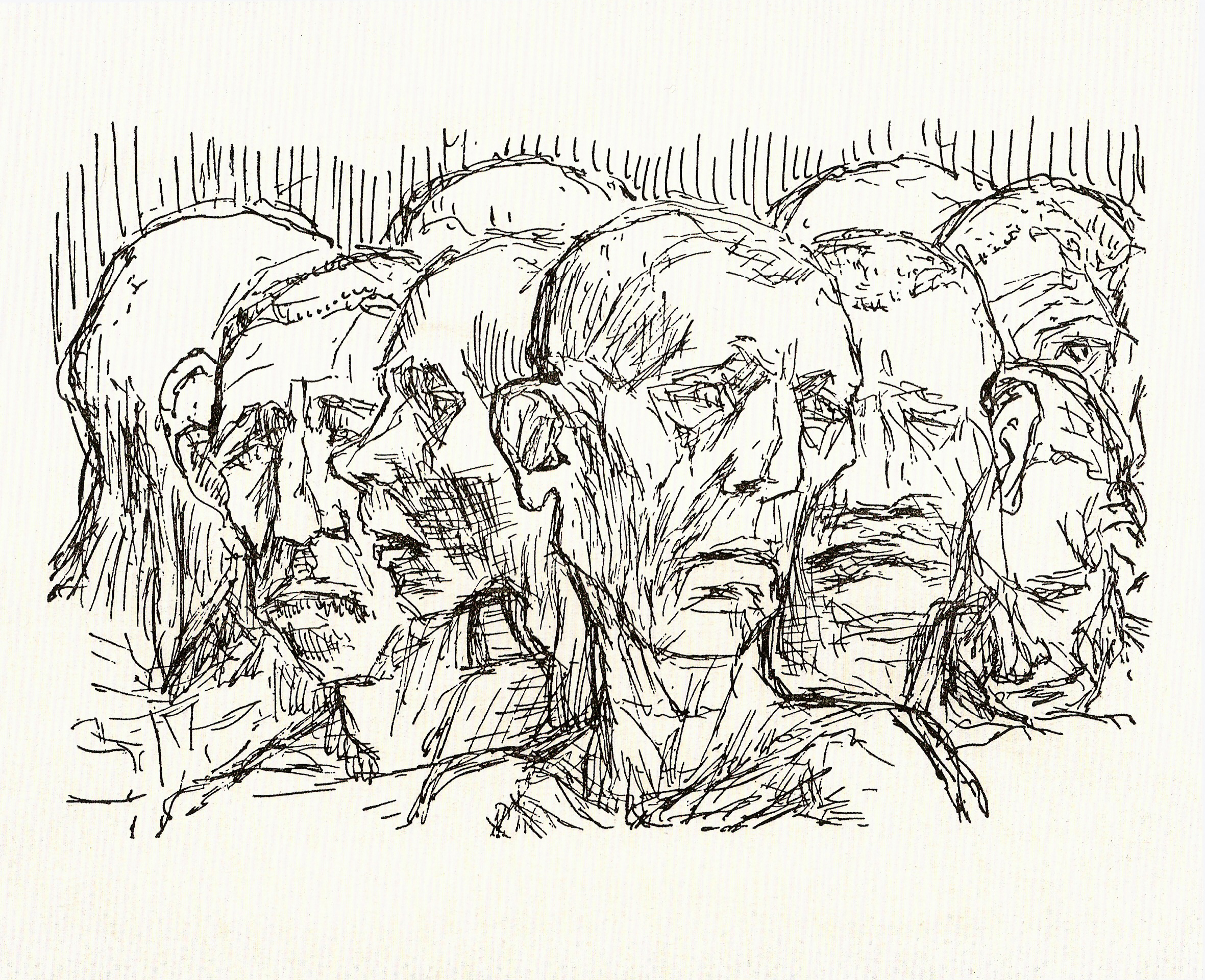
Die dauerhaft unterernährten Kriegsgefangenen (Zeichnung)

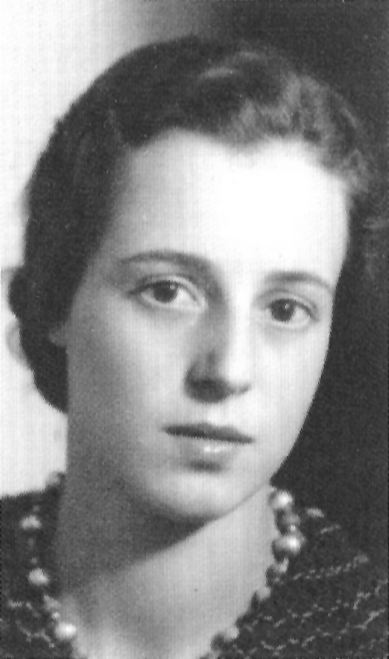
Irma Alicia Carolina Heorig (1937)

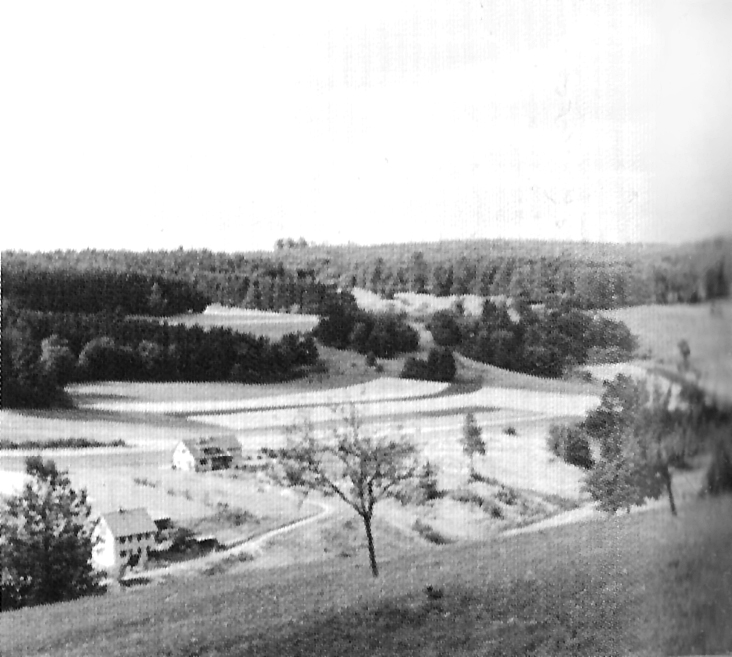
Atelierhaus Wolfgang Stocks in Offenhausen (1938)

## Leben

### Jugend
Wolfgang Stock war das zweite Kind (von vier) des Arztes Wolfgang Stock (1874–1956) und seiner Frau Marthe geb. Asselin (1885–1973). Sein Vater war damals junger Ordinarius für Augenheilkunde an der Universität Jena. Um in der Nähe seiner Schwester Emma zu sein, ließ Wolfgang Stock sen. 1912 ein großes Sommerhaus in Offenhausen bauen, das 1914 fertiggestellt wurde. So wuchs Wolfgang Stock zwar in Jena auf, doch kannte er die Schwäbische Alb schon seit seiner Kindheit. Nachdem der Vater den Ruf an die Universität Tübingen erhalten hatte, zog die Familie 1921 nach Tübingen, wo Wolfgang Stock aufs Gymnasium ging. Bereits als Achtjähriger beschäftigte sich Stock mit Zeichnen und Holzschnitzen. Da er lieber anderes tat, als für die Schule zu lernen, verlor er den Anschluss. Ephorus Gaub, ein Freund des Vaters, der auf der Lateinschule in Blaubeuren unterrichtete, nahm Wolfgang deswegen 1927 zu sich. Neben dem Besuch der Lateinschule besuchte Wolfgang Stock das Gymnasium in Ulm und machte eine Lehre bei einem Töpfer. Sonntags durfte er seine Großeltern väterlicherseits, Carl Adolf Stock (1844–1941) und Luise Stock geb. Köstlin (1846–1935), besuchen, die seit 1923 in dem Sommerhaus in Offenhausen wohnten. Der aufmerksame Großvater ließ im Garten ein Häuschen für den Enkel bauen und schuf ihm auf diese Weise Voraussetzungen, sich künstlerisch zu betätigen. Er schenkte ihm auch ein Gästebuch mit dem ersten Eintrag, das Wolfgang Stock sein Leben lang führte. Aus dieser Zeit stammen Stocks erste Gipsfiguren. Er konnte – seinem Alter entsprechend – 1931 nicht nur die Lateinschule, sondern auch das Gymnasium in Ulm mit dem knapp bestandenen Abitur abschließen. Danach hätte er gern Kunst studiert, doch er musste sich dem Wunsch des Vaters beugen und begann mit dem Medizinstudium in Tübingen.

### Studium
In Tübingen, wo er die vorklinischen Semester absolvierte, studierte er bei den Hochschullehrern Geiger, Heidenhain (Anatomie), Franz Knoop (Physiologische Chemie) und Clemens Harms (Zoologie). Wie sein Vater wurde er Mitglied der Studentenverbindung AV Igel Tübingen. 1933 wechselte er nach Berlin, wo er neben dem Medizinstudium auch an der Hochschule für Bildende und Angewandte Künste Berlin studieren konnte. Er war in beiden Fächern sehr fleißig. In den Jahren 1933 bis 1938 entstanden in Berlin zahlreiche Bronzen, Tonskulpturen, Porträtbüsten, Kleinplastiken, Holzreliefs, Zeichnungen und Ölgemälde. Während des Studiums in Berlin lernte er mehrere Personen kennen, mit denen er durch eine langfristige Freundschaft verbunden war. Es waren sowohl Künstler, wie z. B. der Maler Fritz von Dessauer und Klaus Köhler-Achenbach und der Lyriker Cornelius Witt, als auch Ärzte wie Hans Tamm und Peter Magnus. Aus Tübingen kannte er die Fotografin Lore Henke und ihren späteren Mann, den Arzt und Maler Georg Alfred Stockburger. 1937 absolvierte Stock ein Medizinpraktikum bei Bergmann.

### Anfang der beruflichen Arbeit
Im Dezember 1937 heiratete Wolfgang Stock in Berlin die aus Guadalajara in Mexiko stammende Irma Alicia Carolina Hoerig (1914–1995), die er zuvor auch dort kennen lernte. Die beiden hatten ursprünglich vor, in Berlin beruflich tätig zu sein. Ihre Urlaube wollten sie jedoch auf der Schwäbischen Alb in Offenhausen verbringen und deshalb kauften sie sich dort bald ein großes Grundstück in der Nähe der Villa des Vaters, worauf ein Atelier mit einem kleinen Wohnbereich entstand. Doch noch vor dem Krieg wurde Wolfgang Stock verpflichtet, in zwei Arztpraxen zu arbeiten – zunächst in Blaubeuren, dann in Grötzingen – und von dort aus die Bevölkerung der 28 Dörfer auf der Schwäbischen Alb ärztlich zu versorgen. Die Familie zog bereits 1939 nach Grötzingen um. In dieser Zeit kamen seine Kinder zur Welt: Peter (* 1938), Manuel (* 1939), Nana (* 1941) und Wolfgang (1943–2012). 1939 machte Wolfgang Stock seine medizinische Promotion.

### Kriegsgefangenschaft
Nach der verlorenen Schlacht von Stalingrad wurde auch Wolfgang Stock eingezogen: am 15. Mai 1943 wurde er von Reutlingen zur Grundausbildung in der Artillerie-Kaserne in Hagenau im Elsass mitgenommen und bald danach als Bataillonsarzt an die Ostfront versetzt. Durch einen Granatsplitter wurde er am linken Bein verletzt, was eine jahrelange Osteomyelitis zur Folge hatte. Kurz danach geriet er im August 1944 in sowjetische Kriegsgefangenschaft. Dort war er in einem Ärzteteam nicht nur als Arzt, sondern auch als menschlicher Berater für die gefangenen deutschen Soldaten in mehreren Gefangenenlagern, u. a. in Jasi, Charkow und Pokatilowka tätig. Er betreute auch Gefangene anderer Nationalitäten wie Japaner und Spanier. Selbst die Russen schätzten seinen Rat. Mehrere Russinnen ließen sich von ihm entbinden. In der Freizeit schnitzte er verschiedene kleinere Gegenstände, wie Tabakdosen, Schachspiele, Holzfiguren und sogar für seine Kinder bestimmte Puppen. Schachspielen war für die Kriegsgefangenen eine willkommene Abwechslung und im Laufe der Jahre fertigte Stock 84 solcher Spiele, deren Figuren Tieren nachempfunden wurden. Er zeichnete auch viel: er stellte Situationen aus dem Alltagsleben in der Gefangenschaft dar, unter anderem die durch Unterernährung gezeichneten Kameraden, machte aber auch Bildergeschichten, die das im Lager fehlende Kino ersetzen sollten. Durch entlassene Kameraden schickte er der Familie Puppen und Tabakdosen, die in geheimen Fächern Kassiber enthielten. Die 7,0 × 4,5 cm kleinen Kassiber versah Stock auch mit Miniaturzeichnungen der Landschaft. Seine Ärztekollegen unterstützte er nicht nur durch Fachwissen, insbesondere in Bezug auf Augenerkrankungen, sondern auch mit Geschenken, wie geschnitzten Gegenständen oder Karikaturen. Da er als Arzt dort gebraucht wurde, wurde Stock erst im Frühjahr 1951 als einer der letzten aus der Kriegsgefangenschaft entlassen.

### Arzt und Bildhauer

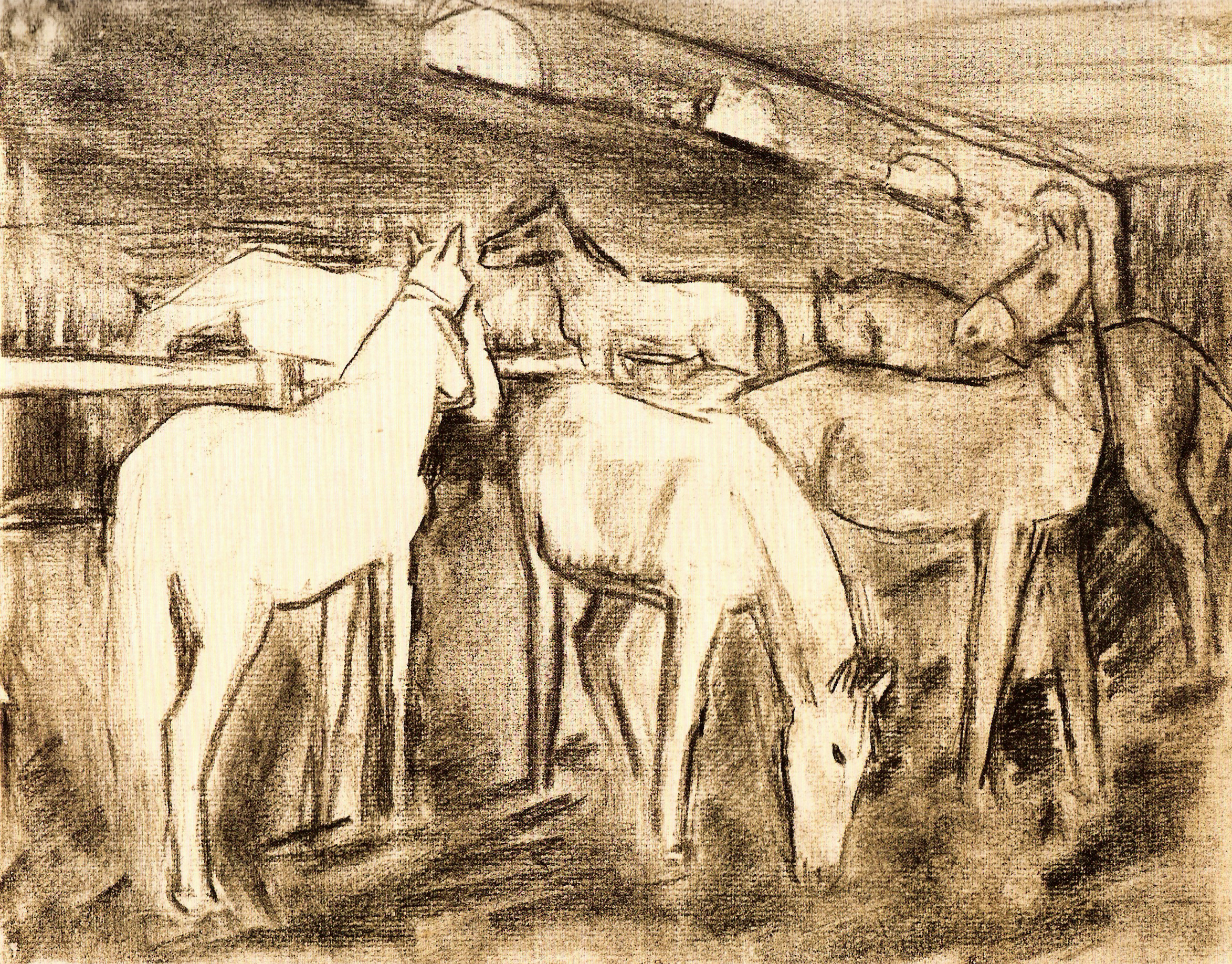
Pferdegruppe im Stall (Kohlezeichnung, 1957)

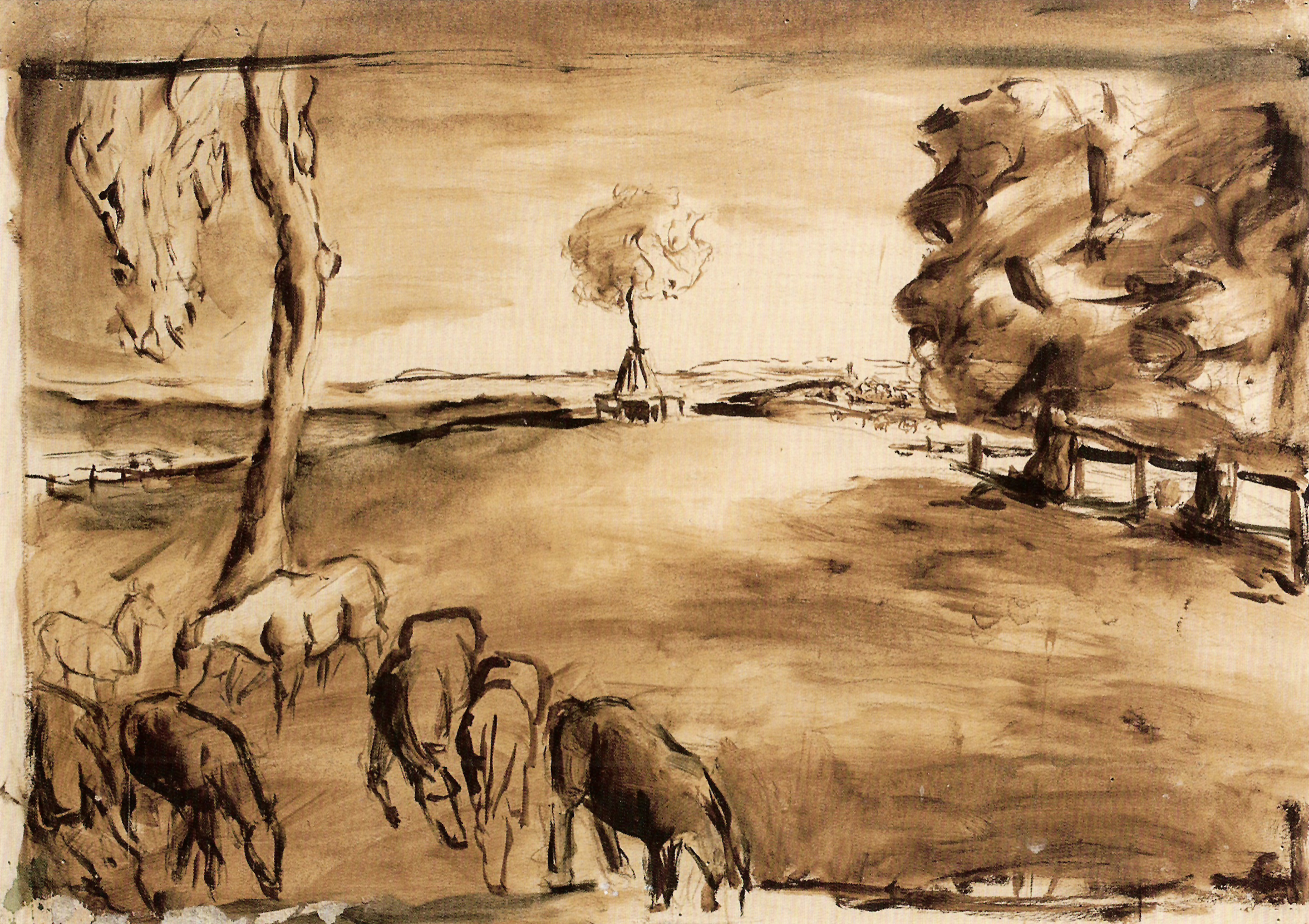
Pferdeweide (Sepia, 1959)

Nach Stocks Rückkehr nach Offenhausen blieb die Familie dort, da er während der Kriegsgefangenschaft den ursprünglichen Plan, in einer Großstadt zu leben, aufgegeben hatte. Bald fing er an, als praktischer Arzt zu arbeiten. Ab 1952 übernahm er eine Praxis in Rommelsbach. Dorthin und zu seinen Patienten auf der Alb fuhr er mit einem Motorrad.
Bereits 1951 nahm Stock an einer Ausstellung in Berlin und Bonn teil, wo er Arbeiten zeigte, die aus der Sowjetunion zu schicken oder zu bringen ihm gelungen war. Es waren Tabakdosen, Puppen, kleine Figuren und Zeichnungen. Die Ausstellung fand zwar Beachtung, doch er wurde auch kritisiert, denn in dieser Zeit war der Kampf der abstrakten Kunst gegen die figurative dominierend und den Vertreten der figurativen Richtung wie ihm warf man Verhaftung in einer vergangenen Epoche vor. Er hielt jedoch, wie nur wenige andere Künstler der Nachkriegszeit, unbeirrt an der figurativen Darstellung fest. 1952 fertigte er den Plenny (nach dem russischen Wort „wojennoplennyj“ – ,Kriegsgefangener’), eine aus grobem Stein gehauene Figur eines knienden Kriegsgefangenen mit Kochgeschirr und Löffel, die den verstorbenen Kriegsgefangenen gewidmet war.
Da er bei seinen Fahrten mit dem Motorrad raste, erlitt er bereits 1952 einen schweren Unfall. Nach einem längeren Krankenhausaufenthalt blieb er leicht behindert und musste auf Fahrten mit dem Motorrad verzichten. Er konnte zwar ein Auto fahren, doch entschied er sich gleich, das Haus in Offenhausen zu vergrößern, um dort eine eigene Praxis eröffnen zu können. So entstand ein großer Anbau, in dessen Erdgeschoss Praxisräume untergebracht waren, im Obergeschoss ein riesiges Wohnzimmer mit gewölbter Holzdecke. 1956 hatte er einen folgenschweren Fahrradunfall, bei dem er ein Schädelhirntrauma erlitt. Eine Zeitlang war er danach gelähmt. Zwar bildete sich die Lähmung zurück, doch Stock blieb sichtbar behindert und musste seine Arbeit als Arzt sehr einschränken.
1957 lernte Wolfgang Stock Albert Burrer kennen, den Besitzer des Natursteinbruchs in Gauingen, wo der Gauinger Travertin (häufig auch als Marmor bezeichnet) gewonnen wird. Dank dieser Bekanntschaft konnte Stock dieses edel aussehende Material für sein Schaffen verwenden. Seit dieser Zeit arbeitete er bis 1972 fast regelmäßig in dem Steinbruch, wobei er zum großen Teil elektrische Werkzeuge benutzte. Kleinere Plastiken bearbeitete er in seinem Atelier in Offenhausen. Auf seinem Grundstück standen mit der Zeit immer mehr Skulpturen. Trotzdem war er für seine Patienten immer da. Manche besuchte er fast täglich und hielt sie bei guter Laune.
Als Bildhauer hatte er eine regionale Bekanntheit erreicht, so dass er Aufträge nicht nur von privaten Personen, sondern auch von der öffentlichen Hand erhielt. Herausragend ist das Denkmal für die Gefallenen in Dottingen, das aus einem großen 6-Meter-langen Relief und ebenso großer Namenstafel sowie zwei Skulpturen besteht. Auf seinem Grundstück mauerte Stock Anfang der 1960er Jahre eine Hauskapelle, die er nach und nach mit zahlreichen Holzskulpturen ausstattete. Sie ist als ein Gesamtkunstwerk anzusehen, in dem Architektur und Skulptur im Wechselspiel zur Geltung kommen.
In den 1990er Jahren wurden sowohl Wolfgang Stock wie auch seine Frau pflegebedürftig.

## Werk
Wolfgang Stocks Werk umfasst Plastiken überwiegend aus Travertin, Kunststein und Holz, sowie Zeichnungen und Gemälde. Unter den Plastiken gibt es sowohl Skulpturen als auch Reliefs und Gebrauchsgegenstände. Das von Nana Ostertag bearbeitete Verzeichnis aller seiner heute bekannten Werke umfasst etwa 820 Arbeiten. Stocks Vorlieben für ein bestimmtes Material und eine bestimmte Form änderten sich im Laufe der Zeit. Während er am Anfang kleine Formen aus Kunststein, sowie Zeichnung und Ölmalerei bevorzugte, betrieb er in der Kriegsgefangenschaft notgedrungen Holzschnitzerei und Zeichnung. Nach der Rückkehr aus der Kriegsgefangenschaft griff er zu größeren Formen, zunächst aus Kunststein und seit 1957 aus Gauinger Travertin oder Diabas. Er machte in dieser Zeit gerne auch kleinere Plastiken und Reliefs aus Holz (oder auch aus anderen Materialien, wie z. B. Gips), während er Zeichnung und Malerei vernachlässigte.
In Stocks Werken nach seiner Rückkehr nach Deutschland werden immer wieder die gleichen Themen behandelt: einerseits die Erinnerung an die Kriegsgefangenschaft, ein Thema, wofür sich damals kaum noch jemand interessierte, andererseits klassische Sujets wie z. B. Akte, Mutterschaft, Tiere (bevorzugt Pferde, Hunde, Eichhörnchen, Enten und Rehe) allein und mit Menschen. Trotz der wenigen Motive wirken seine Arbeiten nicht schematisch, da es Stock gelang, jedes Mal eine individuelle Darstellung zu schaffen. Wegen der figürlichen Form, die er entschieden sein ganzes Leben lang verwendete, sowie der Erinnerung an die Kriegsgefangenschaft wurde ihm das Etikett des Gestrigen und Unzeitgemäßen angeheftet. Dies war für ihn schmerzlich. Sein Verhältnis zu vielen anderen Künstlern in seiner Umgebung, wie z. B. zu HAP Grieshaber, war getrübt. Trotz einer Reihe öffentlicher Aufträge errang er keine überregionale Bekanntheit und Anerkennung. Er blieb ein Einzelgänger, dem man mit der Zeit erkennbare Resignation und Verbitterung anmerkte. Trotzdem besaß er bis zu seinem Lebensende einen ungebrochenen Schaffensdrang.

## Wolfgang Stock als Mensch
„Groß, stark-knochig und hager, schmaler kantiger Kopf, das glatte Haar scheitellos aus der Stirn gestreift, gebräuntes Gesicht mit trockener Haut und einige Tage altem Bartwuchs, die Augen dunkel, ernst, mitfühlend – so ist Wolfgang Stock nach über fünfzig Jahren in meiner Erinnerung erhalten.“
Wolfgang Stock wurde von seinen Zeitgenossen als ein interessanter Sonderling wahrgenommen. Dies hing nur wenig mit seinen Kenntnissen als Arzt zusammen. Während des Aufenthaltes in der Kriegsgefangenschaft fand er im Freien einen Spatz, den er groß päppelte. „Im kalten Winter schlief der Spatz in der Kniekehle seines Betreuers, um nicht zu erfrieren. Oft war das Vögelchen dem Tode nahe, doch dann erprobte Dr. Stock seine ärztliche Kunst und brachte ihn wieder auf die Beine.“ Fast drei Jahre pflegte Stock den Vogel, bevor er aus der Kriegsgefangenschaft entlassen wurde. Er nahm den Vogel in einem selbst gebastelten Bauer nach Deutschland mit. Der Spatz war mit ihm so verbunden, dass er meistens auf dessen Schulter saß und aus dessen Mund aß. Manchmal kuschelte er sich an dessen Jacke.
Auf Stocks Grundstück in Offenhausen graste neben einem Pferd ein Rehkitz, das von einem Mähdrescher verletzt worden war. Stock pflegte es und machte ihm eine Prothese, so dass es wieder – zwar etwas unbeholfen – laufen konnte.
Wie er sich während der Kriegsgefangenschaft vorgenommen hatte, wurde Stock Hobbyimker, so dass er eigenen Honig essen konnte. Um den Kindern seine Zuneigung zu zeigen, hatte er immer Karamellbonbons bei sich und so ganz nebenbei zog er sie aus seiner Tasche.
Wolfgang Stock war auch ein leidenschaftlicher Sammler. Er sammelte Uhren und Spieluhren, die er häufig auf den Müllhalden der Dörfer in der Umgebung fand. Die Spieluhren reparierte er in mühevoller Arbeit. Von den Müllhalden, die er auch beim schlechtesten Wetter durchsuchte, brachte er auch viele andere, normalerweise für unnütz gehaltene Dinge mit. Es waren u. a. Kacheln, Tonkrüge und Natursteine. Er „rettete“ so viel Gerümpel, dass sein großes Wohnzimmer bald einen erschreckend engen Eindruck machte.
Ein Markenzeichen Stocks war sein Auto – ein VW Käfer, in dem alle Sitze außer dem Fahrersitz ausgebaut waren. Der Boden des Autos war mit Heu ausgelegt. So konnte er die „geretteten“ Gegenstände transportieren. Mit dem Auto fuhr er auch auf den gesperrten Wegen des Truppenübungsplatzes Münsingen, so dass es vorkam, dass seinetwegen das Feuer eingestellt werden musste.

## Arbeiten, die an öffentlichen Plätzen zu sehen sind
- 1952 Plenny (Denkmal für 2420 in Jasi gestorbene Kriegsgefangene; Kunststein auf Sockel, Höhe 120 cm; ursprünglich auf seinem Grundstück in Offenhausen an der Straße, jetzt am Grab der Familie Stock in Gomadingen)
- 1952 Heiliger Christophorus
- 1954 Pferd in Levade
- 1954 Kind mit erhobenen Händen[21] (Kunststein, Höhe 65 cm, vor dem Entbindungsheim Vonier in Offenhausen, Lichtensteiner Straße)
- 1956 Pferd und Mensch (Kunststein, Höhe ca. 150 cm am Eingang zum Gestüt Marbach)
- 1957 St.-Wendelin-Brunnen (Gauingen)
- 1958 Relief am Schlachthof Tübingen (Tessiner Granit)
- 1962 Kinder-Brunnen (Grötzingen)
- 1971 Denkmal für Gefallene der beiden Weltkriege (Dottingen bei Münsingen, bestehend aus Relief, Schrifttafel und zwei Vollplastiken aus Gauinger Travertin)

## Ausstellungen
- 1934 Berlin
- 1937 Kunstausstellung der Universität Unter den Linden Berlin – mit Elisabeth Freitag, Eberhard Krumheur und Heinrich Wildermann
- 1951 Messegelände am Funkturm Berlin und Bonn: Kriegsgefangene reden, Zeichnungen, Holzfiguren und Tafelwerke
- 1954 Heimkehrerverband Bonn
- 1967 Technisches Rathaus Tübingen – mit Fritz von Dessauer
- 1967 Spendhaus Reutlingen
- 2013 Zehntscheuer Münsingen: Wolfgang Stock 1913–1997. Arzt und Bildhauer. Skulpturen, Reliefs, Zeichnungen, Spielzeug